# Boris Konstantinovič Šiškin
Boris Konstantinovič Šiškin (rusky Борис Константинович Шишкин; 19. dubna 1886, Kukarka – 21. března 1963, Petrohrad) byl ruský botanik, člen Akademie věd SSSR.

## Život
Narodil se v rodině kněze a v roce 1906 absolvoval teologický seminář. V roce 1911 promoval na lékařské fakultě Tomské univerzity. V letech 1913-1915 vyučoval na stejné univerzitě a pracoval jako laboratorní asistent ve vyšších sibiřských kurzech pro ženy. V letech 1915-1918 byl vojenským lékařem na kavkazské frontě. V letech 1918-1925 pracoval jako vedoucí oddělení botaniky Kavkazského muzea v Tbilisi. V roce 1925 se vrátil na Tomskou univerzitu a do roku 1930 byl profesorem na Ústavu morfologie a systematiky rostlin a působil jako ředitel Sibiřské botanické zahrady (1930).
Poté pracoval jako zaměstnanec Botanického ústavu Akademie věd SSSR v Leningradu. V letech 1938-1949 zastával funkci ředitele ústavu. Podílel se na organizaci kazašské pobočky Akademie věd SSSR v roce 1932, do roku 1936 byl vedoucím jejího botanického oddělení. V roce 1934 se stal doktorem biologických věd a roku 1943 korespondenčním členem Akademie věd SSSR. V letech 1945 až 1958 byl profesorem Leningradské univerzity.
Zemřel v roce 1963 v Leningradu a byl pohřben na Serafimovském hřbitově.

## Dílo
Věnoval se zejména taxonomii kvetoucích rostlin (hvozdíkovité, miříkovité, hvězdnicovité) a botanické geografii Sibiře a Kavkazu. Byl autorem více než 200 vědeckých prací.